# Tillandsia breviturneri
Tillandsia breviturneri là một loài thực vật có hoa trong họ Bromeliaceae. Loài này được Betancur & Néstor García mô tả khoa học đầu tiên năm 2002.